# Завет (вооружение)
Завет — российский комплекс автоматизированного управления противотанковыми формированиями, он обеспечивает целеуказание противотанковым соединениям и позволяет организовать отражение атаки бронетехники противника.
Разработку и производство комплекса «Завет» осуществляет научно-производственное предприятие «Рубин» концерна «Вега» холдинга «Росэлектроника».
Серийные поставки в российскую армию начались в феврале 2021 года.

## Общие сведения
Комплекс оснащен разведывательной оптико-электронной системой и выносной РЛС, которая способна обнаружить цель на расстоянии 7 тыс. метров, а распознавание — 5 тысяч.
Система определяет направление и скорость передвижения противника, классифицирует цели, распределяет их по степени опасности, после чего выдает целеуказание расчетам противотанковых средств в режиме реального времени.
Информации принимается и передается как по проводным каналам, так и по радио. Возможности «Завета» позволяют обмениваться информацией на дальности до 100 км. В случае выхода из строя пунктов управления, комплекс передает их функции подчиненным или вышестоящим инстанциям, тем самым обеспечивая непрерывность управления противотанковой обороной.
Автоматизированная система управления должна существенно повысить эффективность различных видов вооружения.
Комплекс установлен на гусеничную машину.

## Состав комплекса
- Командно-штабная машина 83т289-1.3 и командно-наблюдательная машина 83т289-1.4 (на базе БМП-3)
- Выносные пункты 83т289-1.8, 83т289-1.9 и 83т289-1.10 предназначаются для организации работы командиров батарей и дивизионов за пределами бронемашин, в том числе на удалении до 500 м.
- Унифицированный комплекс программно-технических средств управления 83т289-1.6.
- Переносной терминал 83т239-1.11. Терминал выполнен в форм-факторе ранца с планшетным компьютером и средствами голосовой связи.